# Zumbi (ciudad)

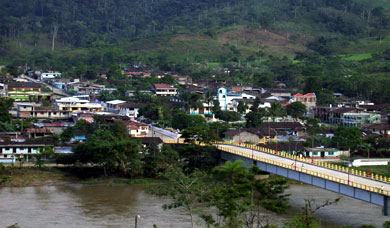
Puente sobre el Río Zamora, parroquia Zumbi.

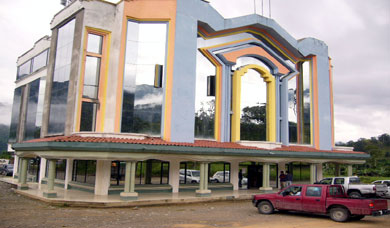
Edificio de la Ilustre Municipalidad del cantón Centinela del Cóndor.

La parroquia Zumbi es la parroquia urbana y cabecera cantonal del cantón Centinela del Cóndor. Su nombre completo es San Antonio Zumbi.
Posee un hermoso puente sobre el Río Zamora, que conecta con la carretera Troncal Amazónica. 
Su iglesia parroquial que está al frente del parque central, cuenta con el Monasterio de las Hermanas Clarisas, el cual tiene un pequeño y llamativo jardín en su interior. 

## Etimología
Del shuar: tzumpi nombre de un pez. 

## Turismo
Para recibir a los turistas existen dos hoteles, como son: Hotel Imperial y Hotel Sol del Oriente. Existen también restaurantes para degustar la gastronomía local.

## Comunicaciones
Desde inicios de 2006 la carretera que une esta localidad con Zamora ha sido arreglada dotando de mayor seguridad a su tránsito hasta Yantzaza. 
- Datos: Q9056096